# Les Petits Enfants d'Attila
Pour plus de détails, voir Fiche technique et Distribution.
Les Petits Enfants d'Attila est un film français réalisé par Jean-Pierre Bastid, sorti en 1972.

## Synopsis
Une troupe d'artistes longe les routes de France durant la guerre d'Algérie. Le périple des personnages propose une critique politique du cinéma.

## Fiche technique
- Titre : Les Petits Enfants d'Attila
- Réalisation : Jean-Pierre Bastid
- Scénario : Jean-Pierre Bastid
- Production : Véra Belmont
- Images : Jean-Marie Estève, Clément Menuet et Renan Pollès
- Montage : Jean-Denis Bonan
- Assistants caméra : Raphaël Glissant, Daniel Isoppo et Jean-François Jung
- Décors : Dominique André
- Son : Antoine Bonfanti et Gilles Ortion
- Scripte : Natalie Perrey
- Durée : 80 minutes
- Date de sortie : 1972

## Distribution
- Féodor Atkine
- Peter Campbell
- Jacques Chailleux
- Albin Fontaine
- Michel Herval
- Diane Kurys
- Huguette Lengagne
- Arlette Menard
- Jacques Menard
- Lorraine Rainer
- Adelita Requena
- Alemany Sylver
- François-Louis Tilly (pseudonyme : Tilly)
- Juliet Berto : la religieuse (non créditée)
- Renan Pollès : l'orateur (non crédité)

## Commentaires
- En 2010, dans le cadre du thème Anarchie et Cinéma, Jean-Pierre Bastid présente lors de sa carte blanche à la Cinémathèque française divers films dont Les Petits Enfants d'Attila[1].